# Brod, Bohinj
Brod je naselje v Občini Bohinj.